# Trochosa persica
Trochosa persica este o specie de păianjeni din genul Trochosa, familia Lycosidae. A fost descrisă pentru prima dată de Roewer, 1955.
Este endemică în Iran. Conform Catalogue of Life specia Trochosa persica nu are subspecii cunoscute.